# Крамарівка (Польща)
Крамарівка (пол. Kramarzówka) — село на Закерзонні в Польщі, у гміні Прухник Ярославського повіту Підкарпатського воєводства.
Населення — 1725 осіб (2011).

## Географія
Село розташоване на відстані 8 кілометрів на південь від центру гміни села Порохника, 23 кілометри на південний захід від центру повіту міста Ярослава і 41 кілометр на схід від центру воєводства — міста Ряшіва.

## Історія
Село Крамарівка злилася з сусіднім і давнішим селом Проснів, яке утворило нинішню долішню частину села. Проснів був закріпачений за волоським правом у XIV ст., а Крамарівка — у XV ст.
За податковим реєстром 1515 р. в селі Проснів були 4 лани (коло 100 га) оброблюваної землі та 5 ланів порожньої, а в селі Крамарівка були 3 лани (коло 75 га) оброблюваної землі та 12 ланів порожніх, піп (отже, вже тоді в селі була церква).
За податковим реєстром 1589 р. село Крамарівка належало Домарацьким, у селі були 2 лани (коло 50 га) оброблюваної землі, 6 загородників із землею та 1 без земельної ділянки, 3 коморники без тяглової худоби, млин і піп. Село Проснів належало Феліксу Домарацькому, у селі були 3 лани (коло 75 га) оброблюваної землі, 9 загородників із землею та 3 без земельної ділянки, 2 коморники без тяглової худоби, млин і корчма з 1/4 лану оброблюваної землі. До 1772 року Крамарівка входила до складу Перемишльської землі Руського воєводства Королівства Польського.
В 1772 році внаслідок першого поділу Польщі село відійшло до імперії Габсбургів і ввійшло до складу австрійської провінції Галичина.
Відповідно до «Географічного словника Королівства Польського» в 1880 р. Крамарівка знаходилась у Ярославському повіті Королівства Галичини і Володимирії, було 1215 мешканців у селі та 54 на землях фільварку, з них 615 греко-католиків, 570 римо-католиків і 30 юдеїв.
У міжвоєнний період село входило до ґміни Прухник Ярославського повіту Львівського воєводства. На 1.01.1939 в селі проживало 2030 мешканців, з них 605 українців, 1400 поляків і 25 євреїв. На той час унаслідок півтисячоліття латинізації та полонізації українці лівобережного Надсяння опинилися в меншості.
16 серпня 1945 року Москва підписала й опублікувала офіційно договір з Польщею про встановлення лінії Керзона українсько-польським кордоном. Українці не могли протистояти антиукраїнському терору після Другої світової війни. Частину добровільно-примусово виселили в СРСР (289 осіб — 73 родини). Решта українців попала в 1947 році під етнічну чистку під час проведення Операції «Вісла» і була депортована на понімецькі землі у західній та північній частині польської держави, що до 1945 належали Німеччині.
У 1975—1998 роках село належало до Перемишльського воєводства.

## Церква
Церква в селі вже була в 1515 р.
До виселення українців у селі була мурована парафіяльна греко-католицька церква Воздвиження Чесного Хреста, збудована в 1790 році. Належала до Порохницького деканату Перемишльської єпархії. Після депортації українців перетворена на костел.

## Демографія
Демографічна структура станом на 31 березня 2011 року:
|          | Загалом | Допрацездатний вік | Працездатний вік | Постпрацездатний вік |
| -------- | ------- | ------------------ | ---------------- | -------------------- |
| Чоловіки | 856     | 220                | 560              | 76                   |
| Жінки    | 869     | 228                | 481              | 160                  |
| Разом    | 1725    | 448                | 1041             | 236                  |

## Відомі особистості
Томаш Гронз (пол. Tomasz Grąz) — відомий гравець League of Legends, почесний мешканець села.